# Discografia de La sagra della primavera
Le registrazioni de La sagra della primavera sono innumerevoli; quasi tutti i più celebri direttori d'orchestra si sono cimentati con questa partitura. Le edizioni in commercio sono oltre un centinaio, ne vengono pubblicate sempre di nuove e vengono rieditate anche vecchie registrazioni. Le prime risalgono al 1929 e Pierre Monteux riuscì a battere sul tempo Stravinskij incidendo l'opera su disco fonografico quattro mesi prima dell'autore. Il compositore riteneva fondamentale la sua attività di registrazione per stabilire una tradizione di esecuzione esatta delle proprie opere, lasciando un esempio per altri interpreti.

## Discografia parziale
- Pierre Monteux, Orchestra Sinfonica di Parigi, maggio 1929, His Master's Voice.[3]
- Igor Stravinskij, Orchestre des Concerts Straram, settembre 1929, Columbia Records
- Leopold Stokowski, Philadelphia Orchestra, 1930, RCA Victor.[4]
- Igor Stravinskij, New York Philharmonic, 1940, Columbia/Naxos
- Pierre Monteux, San Francisco Symphony, 10 marzo 1945, RCA
- Eduard van Beinum, Orchestra reale del Concertgebouw, 1946, Decca.
- Ernest Ansermet, Orchestre de la Suisse Romande, 1950, Decca.
- Pierre Monteux, Boston Symphony Orchestra, 28 gennaio 1951, RCA
- Igor Markevitch, Philharmonia Orchestra, 1951, HVM.
- Antal Doráti, Orchestra del Minnesota, 1953, Mercury Records
- William Steinberg, Orchestra Sinfonica di Pittsburgh, 1953, Capitol Records.
- Ferenc Fricsay, RIAS Symphonie Orchester, 1954, Deutsche Grammophon.
- Eugene Ormandy, Philadelphia Orchestra, 1955, Columbia/CBS.
- Pierre Monteux, Orchestre national de France, 1955[5]
- Pierre Monteux, Orchestre de la Société des Concerts du Conservatoire, Parigi, 1956, Decca
- Ernest Ansermet, Orchestre de la Suisse Romande, 1957, Decca.
- Antal Doráti, Orchestra del Minnesota, 1959, Mercury
- Igor Markevitch, Philharmonia Orchestra, 1959, EMI.
- Igor Stravinskij, Columbia Symphony Orchestra, 1960, Columbia/CBS/Sony.[6][7].
- Eugène Goossens, London Symphony Orchestra, 1960, Everest
- Otmar Suitner, Sächsische Staatskapelle Dresden, 1962, Eterna.
- Pierre Monteux, London Symphony Orchestra, 1963 [8]
- Karel Ančerl, Orchestra Filarmonica Ceca, 1963, Supraphon.
- Colin Davis, London Symphony Orchestra, 1963, Philips.
- Herbert von Karajan, Berliner  Philharmoniker, 1963, Deutsche Grammophon.
- Jascha Horenstein, Orchestra Sinfonica di Baden-Baden, 1965, Musidisc.
- Evgenij Fëdorovič Svetlanov, Orchestra sinfonica della Federazione Russa, 1966, Melodram.
- Seiji Ozawa, Chicago Symphony Orchestra, 1968, RCA.
- Zubin Mehta, Los Angeles Philharmonic Orchestra, 1969, Decca.
- Pierre Boulez, Orchestre national de France, 1963, CBS.
- Pierre Boulez, Orchestra di Cleveland, 1969, CBS
- Rafael Kubelík, Orchestra sinfonica della radio bavarese, 1971, Orfeo.
- Michael Tilson Thomas, Boston Symphony Orchestra, 1972, Deutsche Grammophon.
- Leonard Bernstein, London Symphony Orchestra, 1972, Sony Classical.
- Bernard Haitink, London Symphony Orchestra, 1973, Philips.
- Erich Leinsdorf, London Symphony Orchestra, 1973, London Records.
- Lorin Maazel, Wiener Philharmoniker, 1974, London Records.
- Georg Solti, Chicago Symphony Orchestra, 1975, Decca.
- Claudio Abbado, London Symphony Orchestra, 1975, Deutsche Grammophon.
- Herbert von Karajan, Berliner  Philharmoniker, 1977, Deutsche Grammophon.
- Simon Rattle, National Youth Orchestra of Great Britain, 1977, Academy Sound and Vision.
- Stanislav Skrowaczewski, Orchestra del Minnesota, 1977, Candide.
- Colin Davis, Orchestra reale del Concertgebouw, 1978, Philips
- Riccardo Muti, Philadelphia Orchestra, 1979, Emi/Angel
- Lorin Maazel, Cleveland Orchestra, 1980, Telarc.
- Antal Dorati, Detroit Symphony Orchestra, 1982, Decca
- Leonard Bernstein, Orchestra filarmonica d'Israele, 1982, Deutsche Grammophon.
- Charles Dutoit, Orchestre symphonique de Montréal, 1984, Decca.
- Riccardo Chailly, Cleveland Orchestra, 1985, London.
- Simon Rattle, City of Birmingham Symphony Orchestra, 1989, Erato.
- Pierre Boulez, Cleveland Orchestra, 1991, Deutsche Grammophon.
- Georg Solti, Orchestra reale del Concertgebouw, 1991, Decca.
- James Levine, Orchestra del Metropolitan Opera House, 1992, Polygram Records.
- Mariss Jansons, Filarmonica di Oslo, 1993, EMI Classics.
- Daniel Barenboim, Orchestre de Paris, 1994, Erato.
- Vladimir Ashkenazy, Deutsches Symphonie Orchester Berlin, 1994, Decca.
- Neeme Järvi, Orchestre de la Suisse Romande, 1994, Chandos Records.
- Lorin Maazel, Orchestra sinfonica della radio bavarese, 1998, BR Klassik.
- Valerj Gergiev, Orchestra sinfonica del teatro Mariinskij, 1999, Philips.
- Esa-Pekka Salonen, Philharmonia Orchestra, 2002, Sony
- Valerj Gergiev, Orchestra Sinfonica della Radio Svedese, 2005[9]
- Mariss Jansons, Orchestra reale del Concertgebouw, 2006, RCO
- Esa-Pekka Salonen, Los Angeles Philharmonic Orchestra, 2006, Deutsche Grammophon.
- Chung Myung-whun, Orchestre Philharmonique de Radio France, 2007, Deutsche Grammophon.
- Robert Craft, Philharmonia Orchestra, 2007, Naxos.
- Zubin Mehta, New York Philharmonic, 2007, Deutsche Grammophon.
- Gustavo Dudamel, Orquesta Sinfónica Simón Bolívar, 2010, Deutsche Grammophon.
- Philippe Jordan, Orchestra dell'Opéra national de Paris, 2012, Naïve Records.
- Simon Rattle, Berliner  Philharmoniker, 2012, EMI Classic.
- Yannick Nézet-Séguin, Philadelphia Orchestra, 2013, Deutsche Grammophon.
- Daniele Gatti, Orchestre national de France, 2013, Sony.
- David Zinman, Orchestra della Tonhalle di Zurigo, (versione del 1913 e versione del 1967), 2013, RCA
- François-Xavier Roth, Les Siècles — (versione del 29 maggio 1913), 2014, Harmonia Mundi[10]
- Vasilij Petrenko, Royal Liverpool Philharmonic, 2017, Onyx Classics.
- Daniele Gatti, Orchestra reale del Concertgebouw, 2017, RCO.